# Monastère de Milentija
Le monastère de Milentija (en serbe cyrillique : Манастир Милентија ; en serbe latin : Manastir Milentija) est un monastère orthodoxe serbe situé à Milentija, dans le district de Rasina et dans la municipalité de Brus en Serbie. Il est inscrit sur la liste des monuments culturels de grande importance de la République de Serbie (identifiant no SK 408),,.

## Présentation

Reconstitution d'une rosace du monastère

Le monastère, dédié à saint Étienne et aujourd'hui en ruines, se trouve près du village de Milentija et à proximité de la forteresse médiévale de Koznik.
Construit dans le style de l'école moravienne de la Serbie médiévale, il a sans doute été fondé vers 1430, peut-être par Radič Postupović,, qui a également fondé le monastère de Vraćevšnica. On suppose qu'il a été détruit dans un tremblement de terre. Des fouilles archéologiques ont été réalisées en 1969, qui ont permis de mettre au jour des fragments de décoration en pierres et en céramique, conservés aujourd'hui au Musée national de Belgrade et au Musée national de Kruševac,.
L'église, dédiée à saint Étienne, s'inscrit dans un plan tréflé avec des absides demi-circulaires et une coupole qui surmontait la nef,. Par son style, elle rappelle celle du monastère de Lepenac. Longue de 17,5 m, elle a conservé ses murs jusqu'à une hauteur de 2 m. Elle était dotée d'une importante décoration plastique ; à ce sujet, l'historienne de l'art Sanja Kesić-Ristić écrit : « La plastique en pierre de Milentija est habile et audacieuse, avec un relief plus profond que ce que l'on rencontre dans les autres monuments de l'école moravienne, [relief] qui contribue sur elle à de forts contrastes entre l'ombre et la lumière ». Parmi ces décorations se trouve une grande rosace avec une tête de bœuf stylisée, ce qui constitue une particularité parmi les rosaces du style moravien qui sont ornées de motifs géométriques et végétaux.
Dans un bâtiment du complexe monastique, l'archéologue Ljubiša Vasiljković a mis au jour le squelette d'un enfant d'environ sept ans abrité dans une niche et allongé sur le dos. On considère qu'il a peut-être été tué lors d'un sacrifice humain en l'honneur d'un talason, un esprit de la mythologie slave protégeant les maisons, notamment au moment de leur construction,.